# Fodé Sylla
Fodé Sylla este un om politic francez, membru al Parlamentului European în perioada 1999-2004 din partea Franței.
1. ↑  Fodé Sylla, Babelio
2. ↑  Autoritatea BnF, accesat în 10 octombrie 2015
3. ↑  Deputații în Parlamentul European